# Kolory raju
Kolory raju (perski: رنگ خدا, Rang-e Khodā, dosłownie Kolor Boga) – irański film dramatyczny z 1999 roku w reżyserii Majida Majidiego, formalnie przypominający przypowieść.
Film otrzymał Grand prix na Festiwalu Filmowym w Montrealu w 1999 roku.

## Obsada
- Mohsen Ramezani – Mohammad
- Hossein Mahjoub – ojciec
- Salime Feizi – babcia
- Farahnaz Safari – starsza siostra
- Elham Sharifi – młodsza siostra

i inni.